# Şafar Ḩājjī
Şafar Ḩājjī (persiska: صفر حاجی) är en ort i Iran.   Den ligger i provinsen Golestan, i den norra delen av landet, 280 km nordost om huvudstaden Teheran. Antalet invånare är 261.
Terrängen runt Şafar Ḩājjī är platt. Runt Şafar Ḩājjī är det ganska tätbefolkat, med 207 invånare per kvadratkilometer. Närmaste större samhälle är Bandar-e Torkaman, 12,6 km väster om Şafar Ḩājjī. Trakten runt Şafar Ḩājjī består till största delen av jordbruksmark.